# سلاح ذاتي الحركة مضاد للطائرات

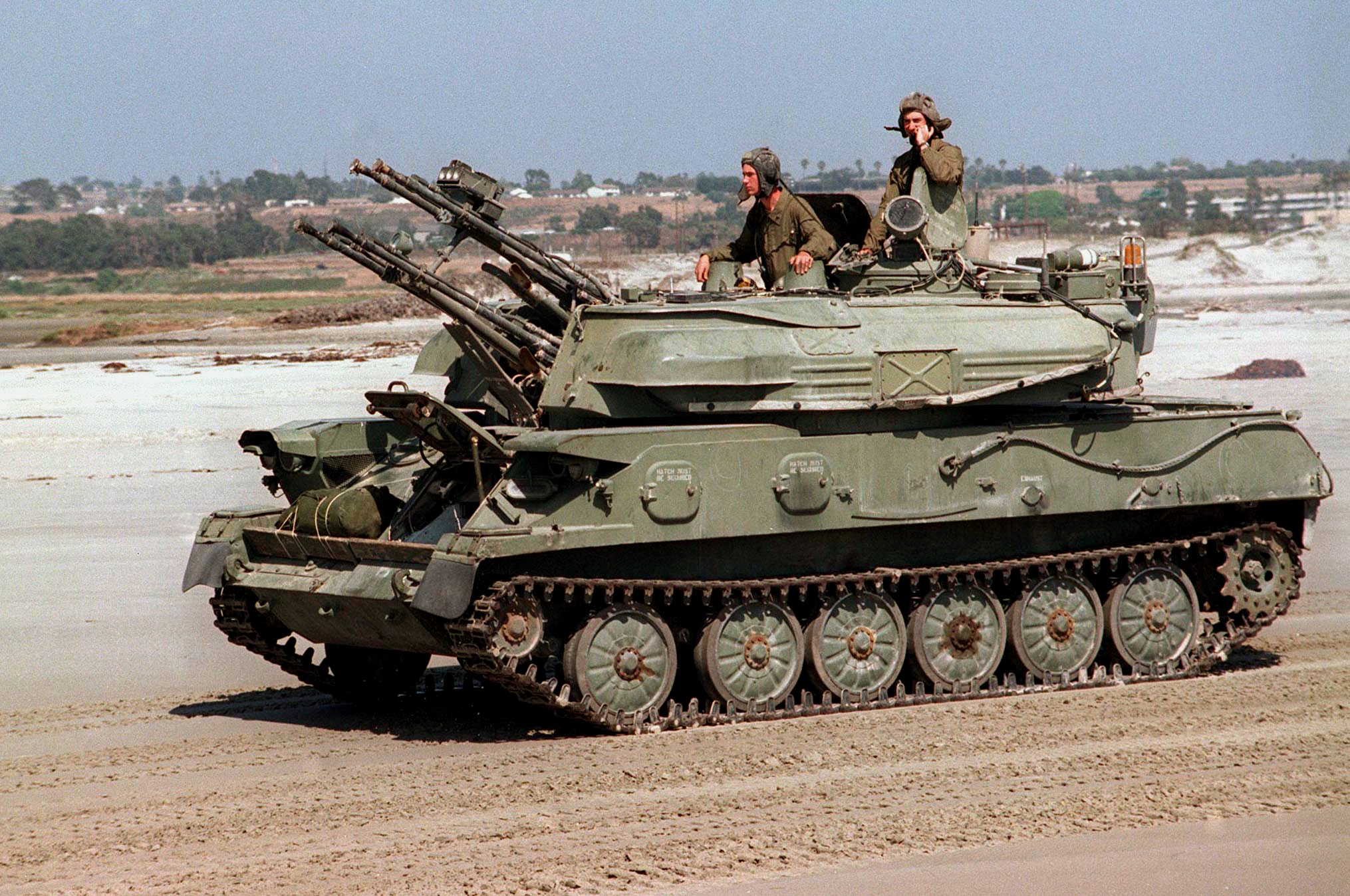
السوفيتية زي أس يو-23-4 شيلكا.

مركبة مضادة للطائرات، وتعرف أيضا باسم سلاح ذاتي الحركة مضاد للطائرات (self-propelled anti-aircraft weapon، اختصارا SPAA)أو نظام دفاع جوي ذاتي الحركة (self-propelled air defense system اختصارا SPAD), هي مركبة أو ألية متنقلة مع قدرة مكرسة في مكافحة الطيران الجوي.
تستخدم هذه الأنواع من المركبات أسلحة تتدرج من الرشاشات بأنواعها المختلفة وصولا إلى الصواريخ، وبعضها تستخدم النوعين أي الرشاشات والصواريخ بعيدة المدى. حيث تمتطي هذه الأسلحة الشاحنات أو المركبات الأثقل كالدبابات، التي تضيف لها الحماية اللازمة من هجمات الطيران الحربي أو المدفعية أو أسلحة المشاة الأخرى ذلك عندما تنتشر في خطوط المواجهة الأمامية.

## التاريخ

### الحرب العالمية الأولى
انتشرت بشكل شائع في الحرب العالمية الأولى الشاحنات التي يركب فوقها الرشاش. مثل المدفع الألماني المضاد للطائرات عيار 77 مم، الذي كان يركب على شاحنة ويؤثر بشكل فعال للغاية في الدبابات البريطانية. واستخدم الطرف البريطاني مدفع هو كيو إف 3 إنش 20 سي دبليو تي الذي كان يركب على الشاحنات، استخدم على الجبهة الغربية.

### الحرب العالمية الثانية

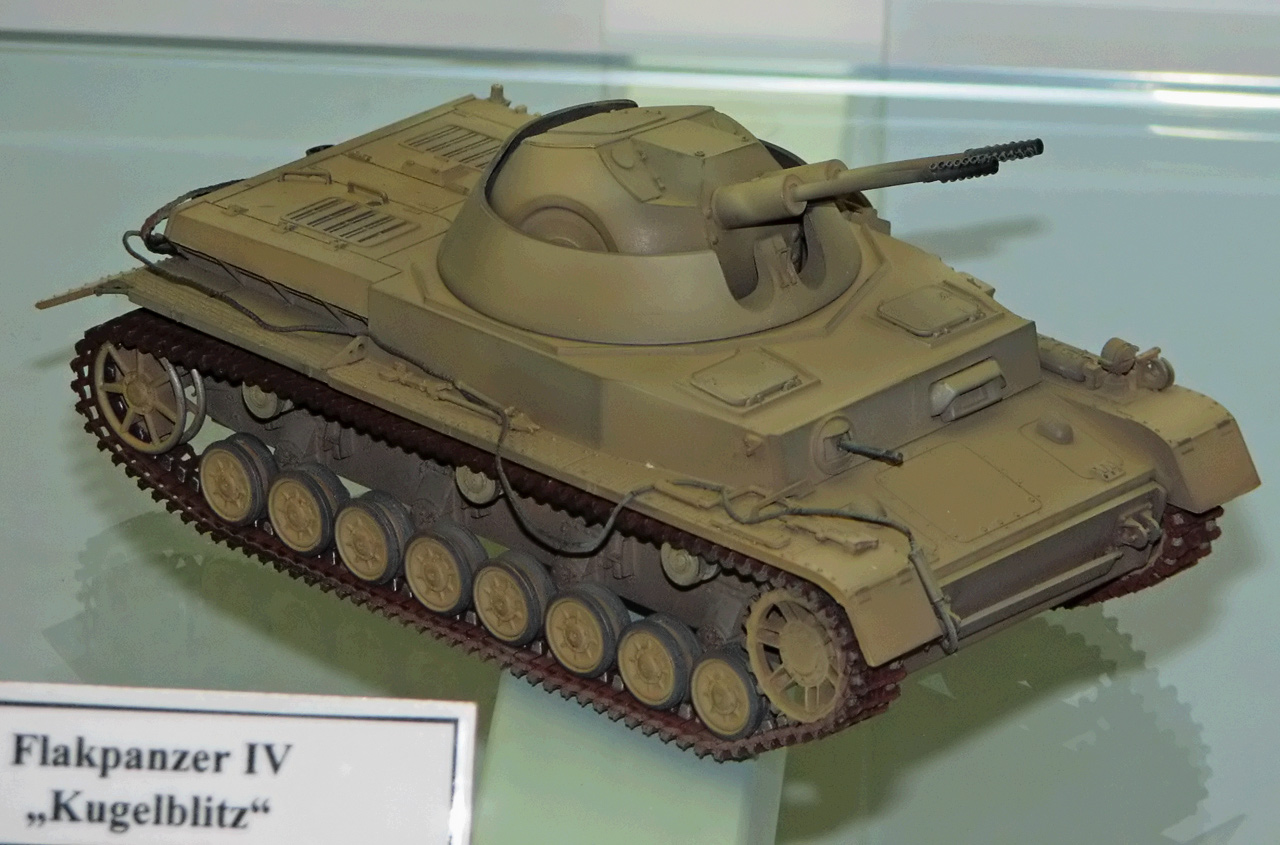
كوغل بليتز (نموذج), الحرب العالمية الثانية

استخدمت هذه الأنظمة الدفاعية في كثير من الدول آنذاك منها بريطانيا وأمريكا وألمانيا (انظر فلاك بانزر) وهنغاريا.

### الحرب الباردة وما بعدها

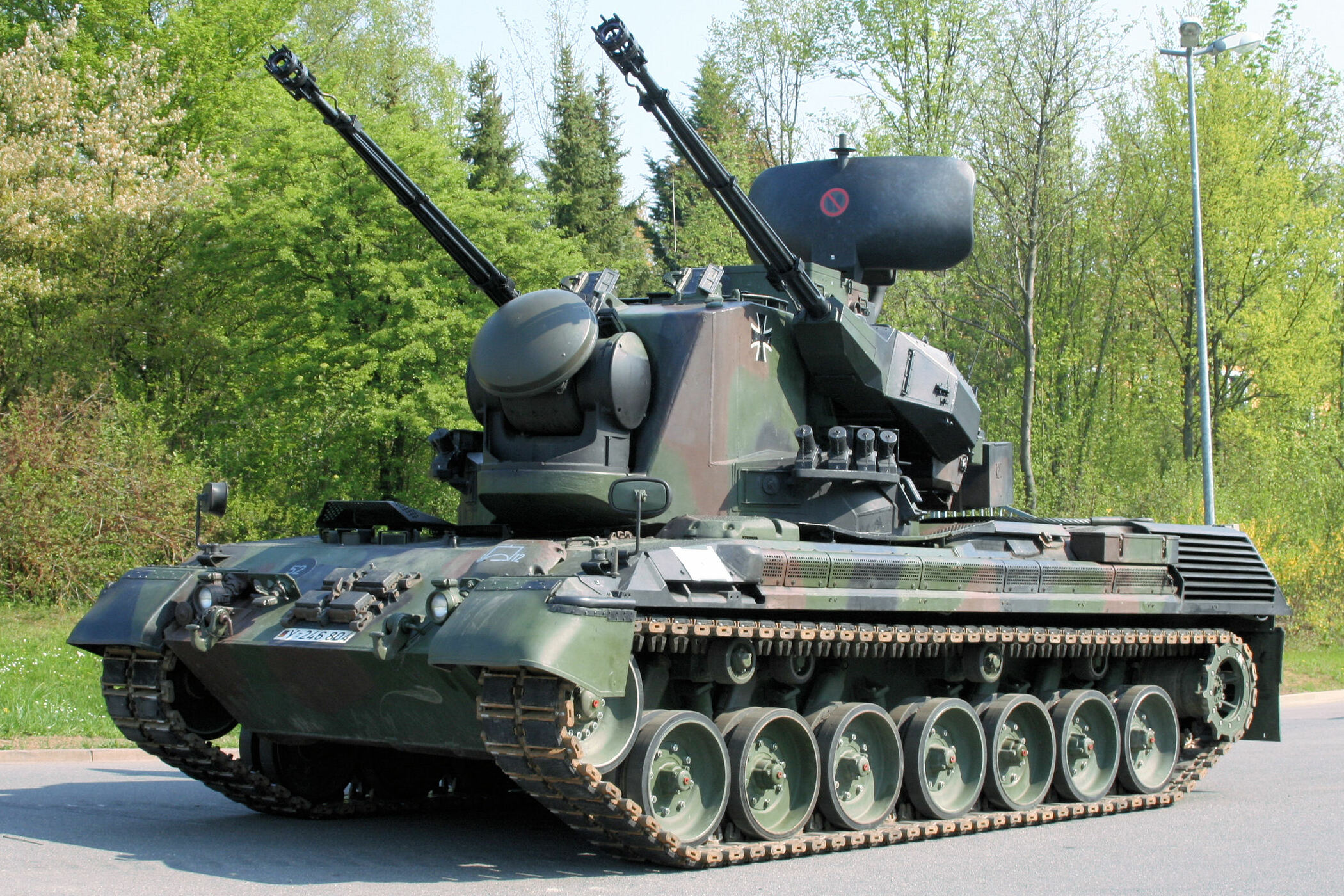
جيبارد الألمانية

استخدمت هذه المركبات المضادة للطائرات كسلاح فعال ضد المشاة بجانب عملها كدرع واقي من الهجمات الجوية، وكمثال عليها أواخر الحرب العالمية الثانية بواسطة الجنود الأمريكان، في كوريا ضد هجمات المشاة الضخمة، وبشكل واسع أثناء حرب الفيتنام، حيث تم إنزال المركبة إم 42 دوستر لهذا الغرض.
الأسلحة الحديثة مثل زد أس يو -23-4 شيلكا وتونغوسكا-إم1، والصينية طراز 95 SPAAA، والسويدية CV9040 AAV، والبولندية PZA Loare، والأمريكية إم6 برادلي لاين بيكر وإم1097 هامفي أفينجر، واليوغسلافية BOV-3، والكندية ADATS، والألمانية جيبارد القديمة، واليابانية طراز 87، والإيطالية SIDAM 25، ونسخ من الفرنسية AMX-13.